# شهرستان ست-ریوییر
شهرستان ست-ریوییر (به انگلیسی: Sept-Rivières Regional County Municipality) یک منطقهٔ مسکونی در کانادا است که در کوت-نور واقع شده‌است. شهرستان ست-ریوییر ۳۲٬۵۷۱٫۶۰ کیلومتر مربع مساحت و ۳۵٬۲۴۰ نفر جمعیت دارد.